# 梅地亞中心

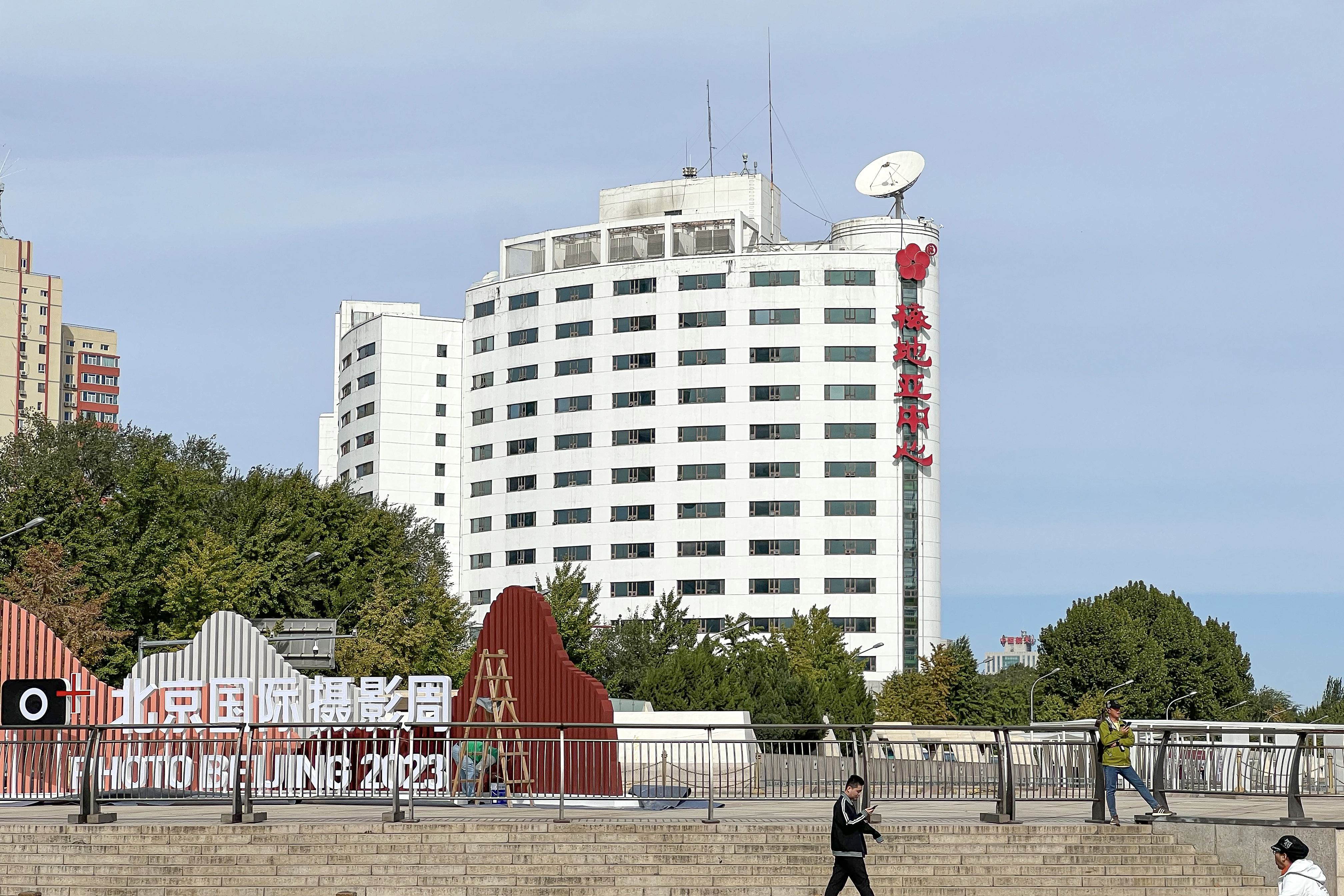
梅地亚中心南立面

梅地亞中心（Media Center，英文名称直译为“媒体中心”）是中華人民共和國北京市的一家集旅館、新聞中心、電視節目制作的一家綜合性設施，由中國中央電視台的子公司「中国国际电视总公司」與日本放送協會的子公司「NHK Enterprises」合資建設並成立“梅地亞電視中心有限公司”運營，始建於1988年，1990年9月13日開業，专为承办1990年亞洲運動會新闻中心而建，內有253套客房、50套公寓、5000平方米写字楼、中外餐厅5间、6个不同风格会议室，并有商务中心、购物中心及健身娱乐设施。這里也是中國政府召開重大會議時，許多非中國記者的下榻地。
梅地亞中心地处北京市西长安街北侧，南邻中國中央電視台，东邻中华世纪坛、中国人民革命军事博物馆，西邻城乡贸易中心、翠微商城、中央广播电视塔，北邻玉渊潭公园。梅地亞中心曾獲頒“全国外商投资先进单位”三次（1994年、1996年、1997年）、“首都旅游紫禁杯先进集体”三次（第六届、第八届、第九届）。
2001年12月底，NHK Enterprises退出梅地亞中心經營權，仍由梅地亞電視中心有限公司單獨經營梅地亞中心，直屬中国国际电视总公司。2004年6月2日，梅地亞中心與中国奥林匹克委员会签署2008年北京奥运住宿接待服务协议，成为第二批签署此协议的旅館之一。

## 外部連結
- 梅地亚电视中心有限公司 （页面存档备份，存于）